# Rafael Andrade
Rafael Andrade (1. ožujka 1996.) je zelenortski rukometaš. Nastupa za klub A.A. Avanca i zelenortsku reprezentaciju.
Natjecao se na Svjetskom prvenstvu u Egiptu 2021., gdje je reprezentacija Zelenortske Republike završila na posljednjem, 32. mjestu.